# Государственное собрание Республики Алтай
Государственное Собрание — Эл Курулта́й Республики Алтай (алт. Алтай Республиканыҥ Эл Курултай) — высший представительный и законодательный орган государственной власти, парламент Республики Алтай.
Правовые и конституционные полномочия Государственного Собрания — Эл Курултай Республики Алтая определяются Конституцией (Основным Законом) Республики Алтай .
Структура Государственного Собрания состоит из комитетов, число которых может меняться и Президиума. Председатель парламента избирается на первом организационной сессии на альтернативной основе тайным голосованием. Также тайным голосованием избираются председатели комитетов. Список членов комитета определяется желанием депутата работать в том или ином комитете.
Депутаты могут объединятся во фракции и депутатские группы. После 2006 года фракции образуют депутаты, избранные по единому округу в составе списков кандидатов к которым могут присоединиться депутаты, избранные по одномандатным избирательным округам. Депутатские группы вправе образовывать депутаты, избранные по одномандатным избирательным округам численностью не менее пяти депутатов.

## История становления парламента Республики Алтай
Истоки республиканского парламентаризма заложены были в истории республики, когда формировалась Горная Дума, а затем Горно-Алтайская автономная область.
Государственное Собрание — Эл Курултай Республики Алтай учреждено постановлением Верховного Совета Республики Алтай от 14 октября 1993 года «О реформировании представительных органов власти и местного самоуправления в Республике Алтай». Этим постановлением предусматривалось, что «высшим представительным и законодательным органом Республики Алтай является Государственное Собрание — Эл Курултай» из 27 депутатов, работающих на постоянной основе. Шесть депутатов от города Горно-Алтайск, три от Майминского района и по два депутата от каждого из районов (всего их девять). Выборы прошли в один день с выборами с Государственную Думу России. Полномочия Верховного Совета РА прекращались с момента начала работы нового парламента.

## Государственное Собрание Республики Алтай первого созыва 1993—1997 гг
Выборы парламента первого созыва состоялись по мажоритарной системе 12 декабря 1993 года, было избрано 27 депутатов. Первая организационная сессия состоялась 1-3 февраля 1994 года.
Председателем парламента 1 февраля был избран Валерий Чаптынов. После его назначения Председателем Правительства РА 30 января 1997 года на этот пост избран был Владилен Волков . 19 августа 1997 года в связи со смертью 10 августа Чаптынова , Волков стал Председателем Правительства РА, а Даниил Табаев избран председателем парламента.
Во время работы Государственного Собрания было проведено 25 сессий парламента и принято 67 законов (из них новых — 42). Было образовано 6 постоянных комиссий.
Парламент трижды утверждал Председателей Правительства Алтай . 2 февраля 1993 года был вновь утвержден Владимир Петров (являлся председателем республиканского правительства до начала созыва Государственного Собрания и отправлен в отставку 23 января 1997 года), а в 1997 году — Валерий Чаптынов и Владилен Волков.
Работа первого созыва совпала с важными событиями: 240-летием вхождения алтайцев в состав России в июле 1996 года и принятием 7 июня 1997 года Конституции Республики Алтай, для чего 1 февраля 1995 года была образована Конституционная комиссия .
Срок полномочий парламента первого созыва истёк 12 декабря 1997 года.

## Государственное Собрание Республики Алтай второго созыва 1997—2001 гг
Выборы в парламент второго созыва состоялись по мажоритарной системе 14 декабря 1997 года, был избран 41 депутат. Первая организационная сессия состоялась 13-15 января 1998 года. В этот же день на сессии принёс присягу избранный одновременно с Государственным Собранием новый Глава Республики Алтай Семен Зубакин .
Председателем парламента 14 января вновь был избран Даниил Табаев .
Во время работы Государственного Собрания было проведено 25 сессий парламента и принято 246 законов (из них новых — 85). Было образовано 6 постоянных комиссий.
Среди законопроектов созыва 11 сентября 2001 года был принят Конституционный закон РА № 124-8 «О Государственном гимне Республики Алтай.
Срок полномочий парламента второго созыва истёк 16 декабря 2001 года.

## Государственное Собрание Республики Алтай третьего созыва 2001—2006 гг
Выборы в парламент третьего созыва состоялись по мажоритарной системе 16 декабря 2001 года одновременно с первым туром выборов Главы Республики Алтай, был избран 41 депутат.
Выборы впервые в истории парламентаризма отличались использованием «грязных избирательных технологии» и «чёрного пиара». Одним из следствий этого была попытка проникновения в состав депутатского корпуса криминального элемента из «уральской группировки».
Первая организационная сессия состоялась 15 января 2002 года. Председателем парламента был избран Игорь Яимов.
Во время работы Государственного Собрания было проведено 39 сессий парламента и принято 353 законов (из них новых — 134). Было образовано пять постоянных комиссий (после сентября 2002 годы — комитеты) .
Срок полномочий парламента истекал в декабре 2005 года, однако выборы были перенесены на март 2006 года.
22 декабря 2005 года Государственное Собрание наделило Александра Бердникова полномочиями Главы Республики Алтай на четырёхлетний срок. 20 января 2006 года он вступил в должность (после того как принес присягу на русском и алтайском языках).
Срок полномочий парламента третьего созыва истёк 19 марта 2006 года.

## Государственное Собрание Республики Алтай четвёртого созыва 2006—2010 гг
Выборы в парламент четвёртого созыва состоялись по смешанной пропорционально-мажоритарной системе 19 марта 2006 года, был избран 41 депутат. В распределении 21 мандата по единому округу приняли участие 6 партийных списков (Единая Россия , КПРФ , ЛДПР , Партия Родина , Аграрная Партия России , Российская партия жизни). После объединения партии Родина и Российской партии жизни в парламенте была образована фракция Справедливой России .
Первая организационная сессия состоялась 24 марта 2006 года. Председателем парламента был избран Иван Белеков.
Во время работы Государственного Собрания было проведено 35 сессий парламента и принято 443 закона (из них новых — 146). Было образовано шесть комитетов.
12 января 2010 года Государственное Собрание наделило Александра Бердникова (вступил в должность 20 января 2010 года) полномочиями Главы Республики Алтай на второй четырёхлетний срок.
Срок полномочий парламента четвертого созыва истёк 14 марта 2010 года.
.

## Государственное Собрание Республики Алтай пятого созыва 2010—2014 гг
Выборы в парламент пятого созыва состоялись по смешанной пропорционально-мажоритарной системе 14 марта 2010 года, был избран 41 депутат. В распределении 21 мандата по единому округу приняли участие 4 партийных списка (Единая Россия , КПРФ , ЛДПР , Справедливая Россия). До 2009 года срок полномочий Государственного Собрания составлял четыре года. С 2010 года — пять лет (поправка вступила в силу с 2014 года).
Парламент приступил к работе 24 марта 2010 года. Председателем на первой организационной сессии был вновь избран Иван Белеков.
Во время работы Государственного Собрания было проведено 36 сессий парламента и принято 398 законов (из них новых — 98).Было сформировано шесть комитетов.
Срок полномочий парламента пятого созыва истёк 14 сентября 2014 года.

## Государственное Собрание Республики Алтай шестого созыва 2014—2019 гг
Выборы в парламент шестого созыва состоялись по смешанной пропорционально-мажоритарной системе 14 сентября 2014 года, был избран 41 депутат. В распределении 21 мандата по единому округу приняли участие 5 партийных списков (Единая Россия , КПРФ , ЛДПР , Справедливая Россия , Патриоты России).
Первая организационная сессия состоялась 30 сентября 2014 года. В этот же день на сессии принёс присягу избранный одновременно с парламентом Глава Республики Алтай Александр Бердников . Председателем парламента был избран на очередной срок Иван Белеков. 29 сентября 2016 года после отставки Белекова в связи с его избранием депутатом Государственной Думы на этот пост был избран Владимир Тюлентин.
Во время работы Государственного Собрания было проведено 45 сессий парламента и принято 450 законов (из них новых — 96). Было сформировано шесть комитетов.
Срок полномочий парламента шестого созыва истёк 8 сентября 2019 года.

## Государственное Собрание Республики Алтай седьмого созыва 2019—2024 гг
Выборы в парламент седьмого созыва состоялись по смешанной пропорционально-мажоритарной системе 8 сентября 2019 года, был избран 41 депутат. В распределении 11 мандатов по единому округу приняли участие 5 партийных списков (Единая Россия , КПРФ , ЛДПР , Справедливая Россия , Партия Родина).
Первая организационная сессия состоялась 1-3 октября 2019 года. Председателем парламента вновь был избран Владимир Тюлентин.  4 марта 2021 года после смерти Тюлентина на пост председателя был избран Артур Кохоев . Было сформировано семь комитетов
Срок полномочий парламента седьмого созыва истекает в сентябре 2024 года.

###### Фракции в парламенте седьмого созыва 2019—2024 гг
| ФРАКЦИИ И ГРУППЫ ГОСУДАРСТВЕННОГО СОБРАНИЯ РЕСПУБЛИКИ АЛТАЙ VII СОЗЫВА | ФРАКЦИИ И ГРУППЫ ГОСУДАРСТВЕННОГО СОБРАНИЯ РЕСПУБЛИКИ АЛТАЙ VII СОЗЫВА | ФРАКЦИИ И ГРУППЫ ГОСУДАРСТВЕННОГО СОБРАНИЯ РЕСПУБЛИКИ АЛТАЙ VII СОЗЫВА | ФРАКЦИИ И ГРУППЫ ГОСУДАРСТВЕННОГО СОБРАНИЯ РЕСПУБЛИКИ АЛТАЙ VII СОЗЫВА | ФРАКЦИИ И ГРУППЫ ГОСУДАРСТВЕННОГО СОБРАНИЯ РЕСПУБЛИКИ АЛТАЙ VII СОЗЫВА | ФРАКЦИИ И ГРУППЫ ГОСУДАРСТВЕННОГО СОБРАНИЯ РЕСПУБЛИКИ АЛТАЙ VII СОЗЫВА | ФРАКЦИИ И ГРУППЫ ГОСУДАРСТВЕННОГО СОБРАНИЯ РЕСПУБЛИКИ АЛТАЙ VII СОЗЫВА | ФРАКЦИИ И ГРУППЫ ГОСУДАРСТВЕННОГО СОБРАНИЯ РЕСПУБЛИКИ АЛТАЙ VII СОЗЫВА | ФРАКЦИИ И ГРУППЫ ГОСУДАРСТВЕННОГО СОБРАНИЯ РЕСПУБЛИКИ АЛТАЙ VII СОЗЫВА | ФРАКЦИИ И ГРУППЫ ГОСУДАРСТВЕННОГО СОБРАНИЯ РЕСПУБЛИКИ АЛТАЙ VII СОЗЫВА | ФРАКЦИИ И ГРУППЫ ГОСУДАРСТВЕННОГО СОБРАНИЯ РЕСПУБЛИКИ АЛТАЙ VII СОЗЫВА | ФРАКЦИИ И ГРУППЫ ГОСУДАРСТВЕННОГО СОБРАНИЯ РЕСПУБЛИКИ АЛТАЙ VII СОЗЫВА | ФРАКЦИИ И ГРУППЫ ГОСУДАРСТВЕННОГО СОБРАНИЯ РЕСПУБЛИКИ АЛТАЙ VII СОЗЫВА |
| Результаты выборов                                                     | Фракция / Группа                                                       | Фракция / Группа                                                       | Количество депутатов во фракции (по состоянию на сессию)               | Количество депутатов во фракции (по состоянию на сессию)               | Количество депутатов во фракции (по состоянию на сессию)               | Количество депутатов во фракции (по состоянию на сессию)               | Количество депутатов во фракции (по состоянию на сессию)               | Количество депутатов во фракции (по состоянию на сессию)               | Количество депутатов во фракции (по состоянию на сессию)               | Количество депутатов во фракции (по состоянию на сессию)               | Количество депутатов во фракции (по состоянию на сессию)               | Количество депутатов во фракции (по состоянию на сессию)               |
| Кол-во депутатов                                                       | Название                                                               | Входят                                                                 | 01                                                                     | 03                                                                     | 16                                                                     | 20                                                                     | 28                                                                     | 30                                                                     | 36                                                                     | 38                                                                     | 41                                                                     |                                                                        |
| ---------------------------------------------------------------------- | ---------------------------------------------------------------------- | ---------------------------------------------------------------------- | ---------------------------------------------------------------------- | ---------------------------------------------------------------------- | ---------------------------------------------------------------------- | ---------------------------------------------------------------------- | ---------------------------------------------------------------------- | ---------------------------------------------------------------------- | ---------------------------------------------------------------------- | ---------------------------------------------------------------------- | ---------------------------------------------------------------------- | ---------------------------------------------------------------------- |
| 25(24)                                                                 | ЕР                                                                     | ВСЕГО                                                                  | 23                                                                     | 24                                                                     | 23                                                                     | 23                                                                     | 24                                                                     | 25                                                                     | 26                                                                     | 26                                                                     | 27                                                                     |                                                                        |
| 25(24)                                                                 | ЕР                                                                     | От партии                                                              | 22                                                                     | 23                                                                     | 22                                                                     | 22                                                                     | 23                                                                     | 24                                                                     | 24                                                                     | 24                                                                     | 24                                                                     |                                                                        |
| 25(24)                                                                 | ЕР                                                                     | Прочие                                                                 | 1                                                                      | 1                                                                      | 1                                                                      | 1                                                                      | 1                                                                      | 1                                                                      | 2                                                                      | 2                                                                      | 3                                                                      |                                                                        |
| 7(7)                                                                   | КПРФ                                                                   | ВСЕГО                                                                  | 6                                                                      | 5                                                                      | 5                                                                      | 6                                                                      | 6                                                                      | 6                                                                      | 6                                                                      | 5                                                                      | 5                                                                      |                                                                        |
| 7(7)                                                                   | КПРФ                                                                   | От партии                                                              | 6                                                                      | 5                                                                      | 5                                                                      | 6                                                                      | 6                                                                      | 6                                                                      | 6                                                                      | 5                                                                      | 5                                                                      |                                                                        |
| 7(7)                                                                   | КПРФ                                                                   | Прочие                                                                 |                                                                        |                                                                        |                                                                        |                                                                        |                                                                        |                                                                        |                                                                        |                                                                        |                                                                        |                                                                        |
| 1                                                                      | ЛДПР                                                                   | ВСЕГО                                                                  | 1                                                                      | 1                                                                      | 1                                                                      | 1                                                                      | 1                                                                      | 1                                                                      | 1                                                                      | 1                                                                      | 1                                                                      |                                                                        |
| 1                                                                      | ЛДПР                                                                   | От партии                                                              | 1                                                                      | 1                                                                      | 1                                                                      | 1                                                                      | 1                                                                      | 1                                                                      | 1                                                                      | 1                                                                      | 1                                                                      |                                                                        |
| 1                                                                      | ЛДПР                                                                   | Прочие                                                                 |                                                                        |                                                                        |                                                                        |                                                                        |                                                                        |                                                                        |                                                                        |                                                                        |                                                                        |                                                                        |
| 1                                                                      | Родина                                                                 | ВСЕГО                                                                  | 1                                                                      | 1                                                                      | 1                                                                      | 1                                                                      | 1                                                                      | 1                                                                      | 1                                                                      | 1                                                                      | 1                                                                      |                                                                        |
| 1                                                                      | Родина                                                                 | От партии                                                              | 1                                                                      | 1                                                                      | 1                                                                      | 1                                                                      | 1                                                                      | 1                                                                      | 1                                                                      | 1                                                                      | 1                                                                      |                                                                        |
| 1                                                                      | Родина                                                                 | Прочие                                                                 |                                                                        |                                                                        |                                                                        |                                                                        |                                                                        |                                                                        |                                                                        |                                                                        |                                                                        |                                                                        |
| 1                                                                      | СР                                                                     | ВСЕГО                                                                  | 1                                                                      | 1                                                                      | 1                                                                      | 1                                                                      | 1                                                                      | 1                                                                      | 1                                                                      | 1                                                                      | 1                                                                      |                                                                        |
| 1                                                                      | СР                                                                     | От партии                                                              | 1                                                                      | 1                                                                      | 1                                                                      | 1                                                                      | 1                                                                      | 1                                                                      | 1                                                                      | 1                                                                      | 1                                                                      |                                                                        |
| 1                                                                      | СР                                                                     | Прочие                                                                 |                                                                        |                                                                        |                                                                        |                                                                        |                                                                        |                                                                        |                                                                        |                                                                        |                                                                        |                                                                        |
| Партия Дела(ПД)                                                        |                                                                        |                                                                        |                                                                        |                                                                        |                                                                        |                                                                        |                                                                        |                                                                        |                                                                        |                                                                        |                                                                        |                                                                        |
| 1                                                                      |                                                                        |                                                                        |                                                                        |                                                                        |                                                                        |                                                                        |                                                                        |                                                                        |                                                                        |                                                                        |                                                                        |                                                                        |
| Самовыдвиженцы                                                         |                                                                        |                                                                        |                                                                        |                                                                        |                                                                        |                                                                        |                                                                        |                                                                        |                                                                        |                                                                        |                                                                        |                                                                        |
| 5                                                                      |                                                                        |                                                                        |                                                                        |                                                                        |                                                                        |                                                                        |                                                                        |                                                                        |                                                                        |                                                                        |                                                                        |                                                                        |
|                                                                        | НДРА                                                                   | ВСЕГО                                                                  | 6                                                                      | 8                                                                      | 8                                                                      | 8                                                                      | 7                                                                      | 7                                                                      | 5                                                                      | 5                                                                      | 5                                                                      |                                                                        |
|                                                                        | Вне фракций                                                            | ВСЕГО                                                                  | 3                                                                      | 1                                                                      | 1                                                                      | 1                                                                      | 1                                                                      |                                                                        | 1                                                                      | 1                                                                      |                                                                        |                                                                        |

1. ↑  1 октября 2019 года
2. ↑  21 ноября 2019 года
3. ↑  4 марта 2021 года
4. ↑  30 сентября 2021 года
5. ↑  23 июня 2022 года
6. ↑  28 октября 2022 года
7. ↑  14 июня 2023 года
8. ↑  4 октября 2023 года
9. ↑  26 марта 2024 года
10. ↑  —  1 мандат  (16 сессия, депутат скончался)
11. ↑  руководитель фракции Рябченко Владислав Васильевич , до 19 декабря 2019 года — Терехов Михаил Алексеевич
12. ↑  + 1 самовыдвиженец (01 сессия) ; + 1 ПД (36 сессия);+ 1 самовыдвиженец (41 сессия)
13. ↑  + 1 мандат  (20 сессия,дополнительные выборы  ) ; - 1 мандат (38 сессия, полномочия депутата прекращены)
14. ↑  руководитель фракции Ромашкин Виктор Васильевич
15. ↑  руководитель фракции Софронов Дмитрий Валерьевич
16. ↑  руководитель фракции Добрынин Олег Иванович
17. ↑  руководитель фракции Груздев Александр Анатольевич
18. ↑  депутат избран по одномандатному округу
19. ↑  депутатская группа «Независимые депутаты Республики Алтай»
20. ↑  руководитель группы Тулебаев Аскар Рыспекович
21. ↑  + 4 самовыдвиженца , 1 ПД , 1 КПРФ (01 сессия) ; + 1 ЕР, 1 КПРФ (03 сессия); - 1 ЕР (28 сессия) ; - 1 ПД , 1 самовыдвиженец (36 сессия); -  1 КПРФ , + 1 КПРФ (38 сессия)
22. ↑  +3 ЕР (01 сессия); — 2 ЕР(03 сессия); — 1 ЕР(30 сессия) ; + 1 самовыдвиженец (36 сессия)

## Руководители Государственного Собрания I—VII созывов
Председатель Парламента и его заместитель(и) избираются тайным голосованием и входят в состав Президиума Государственного Собрания. В парламентах разных созывов число заместителей не превышало двух, в I и II созывах один из них был первым заместителем. Татьяна Гигель избиралась на этот пост дважды. Председателями Парламента избирались 6 депутатов, из них двое были избраны дважды, а один (Иван Белеков) — три раза.
| I Созыв   | 1(3) | ЧАПТЫНОВ | Валерий  | Иванович     | 1994-1997 | ВОЛКОВ       | Владилен   | Владимирович | 1994-1997 | 1(1)   |
| I Созыв   | 1(3) | ВОЛКОВ   | Владилен | Владимирович | 1997      | ТАБАЕВ       | Даниил     | Иванович     | 1994-1997 | 2(2)   |
| I Созыв   | 1(3) | ТАБАЕВ   | Даниил   | Иванович     | 1997      | ГАЙДАБРУС    | Мария      | Павловна     | 1997      | 2(3)   |
| II Созыв  | 2(3) | ТАБАЕВ   | Даниил   | Иванович     | 1998—2001 | КАНИЩЕВ      | Владимир   | Борисович    | 1998-2001 | 3(4)   |
| II Созыв  | 2(3) | ТАБАЕВ   | Даниил   | Иванович     | 1998—2001 | БЕЛЕКОВ      | Иван       | Итулович     | 1998-2001 | 4(5)   |
| III Созыв | 3(4) | ЯИМОВ    | Игорь    | Эжерович     | 2002-2006 | БЕЗРУЧЕНКОВ  | Виктор     | Иванович     | 2002-2006 | 5(6)   |
| IV Созыв  | 4(5) | БЕЛЕКОВ  | Иван     | Итулович     | 2006—2010 | ГИГЕЛЬ       | Татьяна    | Анатольевна  | 2006-2010 | 6(7)   |
| IV Созыв  | 4(5) | БЕЛЕКОВ  | Иван     | Итулович     | 2006—2010 | ТАЙТАКОВ     | Николай    | Михайлович   | 2006-2010 | 7(8)   |
| V Созыв   | 5(5) | БЕЛЕКОВ  | Иван     | Итулович     | 2010-2014 | ГИГЕЛЬ       | Татьяна    | Анатольевна  | 2010-2014 | 8(8)   |
| VI Созыв  | 6(6) | БЕЛЕКОВ  | Иван     | Итулович     | 2014-2016 | КРИВОРУЧЕНКО | Константин | Юрьевич      | 2014-2015 | 9(9)   |
| VI Созыв  | 6(6) | ТЮЛЕНТИН | Владимир | Николаевич   | 2016-2019 | ТЕРЕХОВ      | Михаил     | Алексеевич   | 2014-2019 | 10(10) |
| VII Созыв | 7(7) | ТЮЛЕНТИН | Владимир | Николаевич   | 2019-2020 | ЧЕПКИН       | Герман     | Евгеньевич   | 2019-     | 11(11) |
| VII Созыв | 7(7) | КОХОЕВ   | Артур    | Павлович     | 2021-     | ЧЕПКИН       | Герман     | Евгеньевич   | 2019-     | 11(11) |

1. ↑  занимал пост до 30 января 1997 года
2. ↑  первый заместитель, занимал пост до 30 января 1997 года
3. ↑  занимал пост с 30 января до 19 августа 1997 года
4. ↑  первый заместитель c 30 января 1997 года, занимал пост до 19 августа 1997 года
5. ↑  занимал пост с 19 августа 1997 года
6. ↑  первый заместитель, занимала пост с 19 августа 1997 года
7. ↑  первый заместитель
8. ↑  занимал пост до 29 сентября 2016 года
9. ↑  должность ликвидирована, занимал пост до 18 марта 2015 года
10. ↑  занимал пост с 29 сентября 2016 года
11. ↑  умер 13 декабря 2020 года
12. ↑  занимает пост с 4 марта 2021 года

## Представитель Эл Курултая Республики Алтай в Совете Федерации России
- Гигель Татьяна Анатольевна — с 30 сентября 2014 года по 22 сентября 2024 года.
- Кохоев Артур Павлович — с 26 сентября 2024 года по наст.вр.

## Комитеты Государственного Собрания I—VII созывов

###### Направления деятельности комитетов
Парламент формирует в соответствии с Конституцией Республики Алтай, конституционным законом Республики Алтай комитеты (до сентября 2002 года — постоянные комиссии) Парламента для ведения законотворческой работы, предварительного рассмотрения и подготовки к рассмотрению на пленарном заседании вопросов, относящихся к его ведению, осуществления его контрольных функций на период полномочий депутатов .
Комитеты по поручению Парламента, его Председателя или заместителя Председателя, а также по собственной инициативе разрабатывают проекты правовых актов Республики Алтай и Парламента по вопросам, отнесенным к их ведению, рассматривают переданные им проекты правовых актов Республики Алтай, готовят по ним соответствующие заключения, предлагают их для включения в повестку дня сессии.
В названиях комитетов заложен круг вопросов, относящихся к ведению конкретного комитета . Изменения названий комитетов показывают изменение приоритетов и акцентов в работе Парламентов разных созывов . Ниже в таблице указаны отраженные в названиях направления деятельности комитетов (постоянных комиссий) разных созывов.
| Аграрная политика                          |   | + | + | + | + | + | + |  |  |  |  |  |
| Аграрные вопросы                           | + |   |   |   |   |   |   |  |  |  |  |  |
| Бюджет                                     |   | + | + | + | + |   |   |  |  |  |  |  |
| Законодательство                           | + | + |   |   |   | + | + |  |  |  |  |  |
| Здравоохранение (охрана здоровья)          | + | + | + | + | + | + | + |  |  |  |  |  |
| Земельная реформа                          |   | + |   |   |   |   |   |  |  |  |  |  |
| Культура                                   | + | + | + | + | + | + | + |  |  |  |  |  |
| Межнациональные отношения                  |   | + |   |   |   |   |   |  |  |  |  |  |
| Местное самоуправление                     | + | + | + | + | + | + | + |  |  |  |  |  |
| Молодёжная политика                        |   |   |   |   | + | + | + |  |  |  |  |  |
| Налоговая политика                         |   |   |   | + | + | + | + |  |  |  |  |  |
| Наука                                      | + | + |   |   |   |   |   |  |  |  |  |  |
| Национальная политика                      |   |   |   |   |   | + | + |  |  |  |  |  |
| Образование                                | + | + | + | + | + | + | + |  |  |  |  |  |
| Общественные объединения                   |   | + | + | + | + | + | + |  |  |  |  |  |
| Правовая политика                          |   |   | + | + | + |   |   |  |  |  |  |  |
| Правопорядок                               | + | + |   |   |   | + | + |  |  |  |  |  |
| Предпринимательство (в том числе развитие) |   | + |   | + | + |   | + |  |  |  |  |  |
| Природопользование                         | + | + | + | + | + | + | + |  |  |  |  |  |
| Проблемы села                              |   |   |   | + |   |   |   |  |  |  |  |  |
| Продовольствие                             | + |   |   |   |   |   |   |  |  |  |  |  |
| Промышленность                             | + |   |   |   |   |   |   |  |  |  |  |  |
| Развитие села                              |   |   |   |   | + |   |   |  |  |  |  |  |
| Социальная защита                          | + | + | + | + | + | + | + |  |  |  |  |  |
| Спорт (в том числе развитие)               |   |   |   |   | + | + | + |  |  |  |  |  |
| Средства массовой информации               | + | + | + | + | + | + | + |  |  |  |  |  |
| Туризм (в том числе развитие)              |   |   |   | + | + |   | + |  |  |  |  |  |
| Финансовая политика                        |   |   |   |   |   | + | + |  |  |  |  |  |
| Финансы                                    |   | + |   |   |   |   |   |  |  |  |  |  |
| Экологическая безопасность                 |   | + |   |   |   |   |   |  |  |  |  |  |
| Экология                                   | + |   |   |   |   | + | + |  |  |  |  |  |
| Экономическая политика                     | + | + | + | + | + | + | + |  |  |  |  |  |

###### Председатели комитетов
Председатели комитетов избираются тайным голосованием и входят в состав Президиума Государственного Собрания . По состоянию на апрель 2020 года должность председателя занимали 33 депутата, из них 8 были избраны два раза, а один (Виктор Ромашкин) — четыре .
| ПРЕДСЕДАТЕЛИ КОМИТЕТОВ ГОСУДАРСТВЕННОГО СОБРАНИЯ РЕСПУБЛИКИ АЛТАЙ | ПРЕДСЕДАТЕЛИ КОМИТЕТОВ ГОСУДАРСТВЕННОГО СОБРАНИЯ РЕСПУБЛИКИ АЛТАЙ | ПРЕДСЕДАТЕЛИ КОМИТЕТОВ ГОСУДАРСТВЕННОГО СОБРАНИЯ РЕСПУБЛИКИ АЛТАЙ | ПРЕДСЕДАТЕЛИ КОМИТЕТОВ ГОСУДАРСТВЕННОГО СОБРАНИЯ РЕСПУБЛИКИ АЛТАЙ | ПРЕДСЕДАТЕЛИ КОМИТЕТОВ ГОСУДАРСТВЕННОГО СОБРАНИЯ РЕСПУБЛИКИ АЛТАЙ | ПРЕДСЕДАТЕЛИ КОМИТЕТОВ ГОСУДАРСТВЕННОГО СОБРАНИЯ РЕСПУБЛИКИ АЛТАЙ | ПРЕДСЕДАТЕЛИ КОМИТЕТОВ ГОСУДАРСТВЕННОГО СОБРАНИЯ РЕСПУБЛИКИ АЛТАЙ |
|                                                                   | Председатель комитета (комиссии) Государственного Собрания        | Председатель комитета (комиссии) Государственного Собрания        | Председатель комитета (комиссии) Государственного Собрания        | Председатель комитета (комиссии) Государственного Собрания        | №                                                                 | Примечание                                                        |
| Фамилия                                                           | Имя                                                               | Отчество                                                          | Срок полномочий                                                   |                                                                   | №                                                                 | Примечание                                                        |
| ----------------------------------------------------------------- | ----------------------------------------------------------------- | ----------------------------------------------------------------- | ----------------------------------------------------------------- | ----------------------------------------------------------------- | ----------------------------------------------------------------- | ----------------------------------------------------------------- |
| Государственное Собрание I Созыва                                 | ГАЙДАБРУС                                                         | Мария                                                             | Павловна                                                          | 1994-1997                                                         | 1(1)                                                              |                                                                   |
| Государственное Собрание I Созыва                                 | КАРАМАЕВ                                                          | Владимир                                                          | Байданович                                                        | 1994-1997                                                         | 2(2)                                                              |                                                                   |
| Государственное Собрание I Созыва                                 | КУДАЧИН                                                           | Валерий                                                           | Владимирович                                                      | 1994-1997                                                         | 3(3)                                                              |                                                                   |
| Государственное Собрание I Созыва                                 | ПЕКПЕЕВ                                                           | Сергей                                                            | Тимурович                                                         | 1994-1997                                                         | 4(4)                                                              |                                                                   |
| Государственное Собрание I Созыва                                 | РОМАШКИН                                                          | Виктор                                                            | Васильевич                                                        | 1994-1995                                                         |                                                                   |                                                                   |
| Государственное Собрание I Созыва                                 | ЗАРУБИН                                                           | Юрий                                                              | Васильевич                                                        | 1996-1997                                                         | 5(6)                                                              |                                                                   |
| Государственное Собрание I Созыва                                 | ЧИКОНОВА                                                          | Людмила                                                           | Валентиновна                                                      | 1994-1997                                                         | 6(7)                                                              |                                                                   |
| Государственное Собрание II Созыва                                | БЕЗРУЧЕНКОВ                                                       | Виктор                                                            | Иванович                                                          | 1998-2000                                                         |                                                                   |                                                                   |
| Государственное Собрание II Созыва                                | ПЕТРОВ                                                            | Владимир                                                          | Иванович                                                          | 2000-2001                                                         | 7(9)                                                              |                                                                   |
| Государственное Собрание II Созыва                                | МАКСИМОВ                                                          | Василий                                                           | Степанович                                                        | 1998-2001                                                         | 8(10)                                                             |                                                                   |
| Государственное Собрание II Созыва                                | САБИН                                                             | Владимир                                                          | Кючукович                                                         | 1998-2001                                                         | 9(11)                                                             |                                                                   |
| Государственное Собрание II Созыва                                | ТРУТНЕВ                                                           | Виктор                                                            | Корнеевич                                                         | 1998-2001                                                         | 10(12)                                                            |                                                                   |
| Государственное Собрание II Созыва                                | ЩУЧИНОВ                                                           | Леонид                                                            | Васильевич                                                        | 1998-2001                                                         | 11(13)                                                            |                                                                   |
| Государственное Собрание III Созыва                               | КАРАСЁВ                                                           | Павел                                                             | Дмитриевич                                                        | 2002-2006                                                         | 12(14)                                                            |                                                                   |
| Государственное Собрание III Созыва                               | САБИН                                                             | Владимир                                                          | Кючукович                                                         | 2002-2006                                                         | 13(14)                                                            | избран повторно 9(11)                                             |
| Государственное Собрание III Созыва                               | СУМАЧАКОВ                                                         | Игнатий                                                           | Иванович                                                          | 2002-2006                                                         | 14(15)                                                            |                                                                   |
| Государственное Собрание III Созыва                               | ТУДЕНЕВ                                                           | Николай                                                           | Васильевич                                                        | 2002-2006                                                         | 15(16)                                                            |                                                                   |
| Государственное Собрание III Созыва                               | ШЕФЕР                                                             | Семён                                                             | Семёнович                                                         | 2002-2006                                                         | 16(17)                                                            |                                                                   |
| Государственное Собрание IV Созыва                                | БЕЗРУЧЕНКОВ                                                       | Виктор                                                            | Иванович                                                          | 2006-2010                                                         | 17(17)                                                            | избран повторно 7(9)                                              |
| Государственное Собрание IV Созыва                                | ГИГЕЛЬ                                                            | Татьяна                                                           | Анатольевна                                                       | 2006-2010                                                         | 18(18)                                                            |                                                                   |
| Государственное Собрание IV Созыва                                | КЕРГИЛОВ                                                          | Альберт                                                           | Петрович                                                          | 2006-2010                                                         | 19(19)                                                            |                                                                   |
| Государственное Собрание IV Созыва                                | РОМАШКИН                                                          | Виктор                                                            | Васильевич                                                        | 2006-2010                                                         | 20(19)                                                            | избран повторно 5(6)                                              |
| Государственное Собрание IV Созыва                                | ТАЙТАКОВ                                                          | Николай                                                           | Михайлович                                                        | 2006-2010                                                         | 21(20)                                                            |                                                                   |
| Государственное Собрание IV Созыва                                | ТУДЕНЕВ                                                           | Николай                                                           | Васильевич                                                        | 2006-2010                                                         | 22(20)                                                            | избран повторно 15(16)                                            |
| Государственное Собрание V Созыва                                 | ГИГЕЛЬ                                                            | Татьяна                                                           | Анатольевна                                                       | 2010-2014                                                         | 23(20)                                                            | избрана повторно 18(18)                                           |
| Государственное Собрание V Созыва                                 | ЕФИМОВ                                                            | Сергей                                                            | Александрович                                                     | 2010-2014                                                         | 24(21)                                                            |                                                                   |
| Государственное Собрание V Созыва                                 | КАЗАНЦЕВА                                                         | Алёна                                                             | Борисовна                                                         | 2010-2014                                                         | 25(22)                                                            |                                                                   |
| Государственное Собрание V Созыва                                 | УХАНОВ                                                            | Вячеслав                                                          | Николаевич                                                        | 2010-2014                                                         | 26(23)                                                            |                                                                   |
| Государственное Собрание V Созыва                                 | ХАБАРОВ                                                           | Виктор                                                            | Иванович                                                          | 2010-2014                                                         | 27(24)                                                            |                                                                   |
| Государственное Собрание V Созыва                                 | ЯНЫКАНОВ                                                          | Виктор                                                            | Леонидович                                                        | 2010-2014                                                         | 28(25)                                                            |                                                                   |
| Государственное Собрание VI Созыва                                | КРИВОРУЧЕНКО                                                      | Константин                                                        | Юрьевич                                                           | 2014-2015                                                         |                                                                   |                                                                   |
| Государственное Собрание VI Созыва                                | ЕФИМОВ                                                            | Сергей                                                            | Александрович                                                     | 2015-2019                                                         | 29(26)                                                            | избран повторно 24(21)                                            |
| Государственное Собрание VI Созыва                                | МАНЫШЕВ                                                           | Василий                                                           | Карманчинович                                                     | 2014-2019                                                         | 30(27)                                                            |                                                                   |
| Государственное Собрание VI Созыва                                | НИКИТЕНКО                                                         | Наталья                                                           | Александровна                                                     | 2014-2019                                                         | 31(28)                                                            |                                                                   |
| Государственное Собрание VI Созыва                                | РОМАШКИН                                                          | Виктор                                                            | Васильевич                                                        | 2014-2019                                                         | 32(28)                                                            | избран в третий раз 5(6), 20(19)                                  |
| Государственное Собрание VI Созыва                                | УХАНОВ                                                            | Вячеслав                                                          | Николаевич                                                        | 2014-2019                                                         | 33(28)                                                            | избран повторно 26(23)                                            |
| Государственное Собрание VI Созыва                                | ХАБАРОВ                                                           | Виктор                                                            | Иванович                                                          | 2014-2019                                                         | 34(28)                                                            | избран повторно 27(24)                                            |
| Государственное Собрание VII Созыва                               | БАЙДАЛАКОВ                                                        | Рустам                                                            | Николаевич                                                        | 2019-                                                             | 35(29)                                                            |                                                                   |
| Государственное Собрание VII Созыва                               | ЕКЕЕВА                                                            | Наталья                                                           | Михайловна                                                        | 2019-                                                             | 36(30)                                                            |                                                                   |
| Государственное Собрание VII Созыва                               | КАЗАНЦЕВА                                                         | Алёна                                                             | Борисовна                                                         | 2019-                                                             | 37(30)                                                            | избрана повторно 25(22)                                           |
| Государственное Собрание VII Созыва                               | КОХОЕВ                                                            | Артур                                                             | Павлович                                                          | 2019-2021                                                         |                                                                   |                                                                   |
| Государственное Собрание VII Созыва                               | ПЕКПЕЕВА                                                          | Радмила                                                           | Сергеевна                                                         | 2021-                                                             | 38(32)                                                            |                                                                   |
| Государственное Собрание VII Созыва                               | РОМАШКИН                                                          | Виктор                                                            | Васильевич                                                        | 2019-                                                             | 39(32)                                                            | избран в четвертый раз 5(6), 20(19), 32(28)                       |
| Государственное Собрание VII Созыва                               | РЯБЧЕНКО                                                          | Владислав                                                         | Васильевич                                                        | 2019-                                                             | 40(33)                                                            |                                                                   |
| Государственное Собрание VII Созыва                               | ТИМОШЕНСКИЙ                                                       | Сергей                                                            | Константинович                                                    | 2019-                                                             | 41(34)                                                            |                                                                   |

1. 1 2 3 4 5 6  постоянная комиссия по аграрной политике, земельной реформе, экологической безопасности и природопользованию
2. 1 2 3  комитет (до сентября 2002 года — постоянная комиссия) по аграрной политике и природопользованию
3. 1 2 3 4  комитет по аграрной политике, природопользованию и проблемам села (позднее — комитет по аграрной политике и природопользованию)
4. 1 2 3 4  комитет по аграрной политике, природопользованию и развитию села
5. 1 2 3 4  комитет по аграрной политике, экологии и природопользованию
6. 1 2  комитет по аграрной политике
7. 1 2 3  постоянная комиссия по аграрным вопросам и продовольствию
8. 1 2 3 4 5  постоянная комиссия по экономической политике, финансам, бюджету и предпринимательству
9. 1 2 3  комитет (до сентября 2002 года — постоянная комиссия) по экономической политике и бюджету
10. 1 2 3 4 5 6  комитет по бюджету и налоговой политике
11. 1 2 3 4  постоянная комиссия по вопросам законодательства, правопорядка и местного самоуправления
12. 1 2 3 4 5  постоянная комиссия по законодательству, правопорядку, местному самоуправлению и межнациональным отношениям
13. 1 2 3  комитет по законодательству и национальной политике
14. 1 2 3 4  комитет по законодательству, правопорядку и местному самоуправлению
15. 1 2 3  постоянная комиссия по вопросам социальной защиты и охраны здоровья населения
16. 1 2 3  постоянная комиссия по охране здоровья и социальной защите населения
17. 1 2 3  комитет (до сентября 2002 года — постоянная комиссия) по социальной защите и охране здоровья населения
18. 1 2 3 4 5 6 7 8 9  комитет по социальной защите и охране здоровья населения
19. 1 2 3  комитет по здравоохранению и социальной защите
20. 1 2 3 4 5 6  постоянная комиссия по вопросам науки, образования, культуры и средств массовой информации
21. 1 2 3 4 5 6  постоянная комиссия по науке, образованию, культуре, средствам массовой информации и общественным объединениям
22. 1 2 3 4 5  комитет (до сентября 2002 года — постоянная комиссия)по образованию, культуре, средствам массовой информации и общественным объединениям
23. 1 2 3 4 5  комитет по образованию, культуре, средствам массовой информации и общественным объединениям
24. 1 2 3 4 5 6 7  комитет по образованию, молодёжной политике, спорту, культуре, средствам массовой информации и общественным объединениям
25. 1 2 3 4 5 6 7  комитет по образованию, культуре, спорту, молодёжной политике, общественным объединениям и средствам массовой информации
26. 1 2 3 4 5 6  комитет по национальной политике, образованию, культуре, общественным объединениям и средствам массовой информации
27. 1 2 3  комитет (до сентября 2002 года — постоянная комиссия)по правовой политике и местному самоуправлению
28. 1 2 3 4 5 6  комитет по правовой политике и местному самоуправлению
29. 1 2 3  комитет по местному самоуправлению и правопорядку
30. 1 2 3 4 5  комитет по развитию туризма, предпринимательства, спорта и молодёжной политике
31. 1 2 3 4 5  комитет по финансовой, налоговой и экономической политике
32. 1 2 3 4 5  комитет по экономической, финансовой и налоговой политике
33. 1 2 3 4 5 6 7 8  комитет по экономической политике, предпринимательству и туризму
34. 1 2 3  комитет по экологии и природопользованию
35. 1 2  постоянная комиссия по вопросам экономической политики

## Награды
- Парламент Республики Алтай осуществляет награждения «Почётной грамотой» и памятной медалью Государственного Собрания.